# 창란결
《창란결》(蒼蘭訣)은 2022년 방송되었던 중국의 드라마이다.

## 줄거리
- 무란일족이 월존인 '동방청창'에게 멸족당하고, 이 일족의 신녀가 만년 후에 천계에서 가장 낮은 단계인 선녀, '소란화'로 다시 태어난다. 그녀는 무심결에 호천탑에 있던 월존을 부활시킨다. 동방청창이 자유를 얻기 위해선 소란화가 가진 신녀의 혼을 희생시켜 봉인을 풀어야 한다. 이 와중에 사랑과는 인연을 끊었던 대목두가 상냥하고 귀여운 선녀를 사랑하게 되는데...

## 등장 인물
- 위수신 - 소란화 역
- 왕허디 - 동방청창 역
- 쉬하이차오 - 송호 역
- 궈샤오팅 - 적지여자 역
- 장릉혁 (張凌赫) - 장형 역
- 임백예 (林柏叡) - 상궐 역
- 왕열이 (王悦伊) - 단음 역
- 홍소 (洪潇) - 결려 / 성락 역
- 리이퉁 - 사명성군 역
- 진약헌 (陈若轩) - 장연 역
- 장천샤오 - 손풍 역
- 이희자 (李熹子) - 북희왕 역
- 장박지 (张博之) - 남유왕 역
- 정자 (程梓) - 접의 역
- 조빈 (赵滨) - 노월준 역
- 류백소 (刘泊霄) - 식난족장 역
- 황형요 (黄馨瑶) - 삼생고고 역

## 참고 사항
- 중국 현지에서 방송시작 한지 다음날 채널차이나에서 VOD 저작권을 구입했다 국내 방송일자는 9월 20일이다